# 天中軒雲月
天中軒 雲月（てんちゅうけん うんげつ）は浪曲の名跡。当代は5代目。
初代と四代が男性、二代・三代・五代が女性と、男女が交互に襲名している、芸の世界でも極めて珍しい名跡である。

## 初代
天中軒 雲月（1895年3月 - 1945年4月6日）本名は原田定治。
九州佐賀県の生まれ、10歳で浪曲の世界入り、12歳で早川勘之助（原田宝山）の門下で養子になり名前を浪曲界の大家桃中軒雲右衛門に因んで天中軒雲月を拝命。天才少年浪曲師として九州一帯で名を馳せる。1912年（明治45年）、両国国技館での二六新報社主催の独演会を開く。初代木村重友、東家楽燕、3代目鼈甲斎虎丸と共に浪曲四天王の一人として活躍。余芸で米山甚句や都々逸を響かせた。1926年8月20日、ラジオが三局時代から、日本放送協会発足当時に出演した「赤穂義士伝」のうち「神崎東下り」 。得意は「赤穂義士伝」「佐倉義民伝」など。1931年、地方巡業中に脳病で倒れ、長い療養生活を送る。墓所は佐賀県唐津市松雲寺。その療養生活を支えた妻は、日本浪曲協会から表彰された。

### ラジオ出演
- 1926年8月20日、ラジオが三局時代から、日本放送協会発足当時に出演した「赤穂義士伝」のうち「神崎東下り」[2]。他。

## 2代目
天中軒 雲月（1909年10月14日 - 1995年10月28日）本名は伊丹とめ。
6歳の時に藤原朝子（ともこ）の名で初舞台。1922年には座長。当時、役柄により声色を老若男女巧みに使い分ける「七色の声」で一躍有名になる。18歳のとき、天中軒雲月の名跡を預かる永田貞雄と結婚し、天中軒雲月嬢を名乗る。1934年に2代目雲月を襲名。この継承時に、同門の如雲月と継承を巡って混乱が起き、東家楽燕の仲裁で落着する。（如雲月は東家の由緒ある名を継ぐ。2代目三楽である。）
戦中期に「杉野兵曹長の妻」や「九段の母」など、時局色の強い主題で人気を呼び、広沢虎造や寿々木米若と並び一時代を築く。
映画出演も戦中期を中心に多数。
戦後になり、伊丹秀子の名に変え終生活躍。晩年は名古屋で隠棲。兄・二代目港家小柳、義理の姉も雲井式部の名の浪曲師、元夫が浪曲師出身の興行師、永田貞雄（元・天中軒雲衛）。次女は3代目雲月（後の永田とよ子）。
その二代目襲名までの労苦を綴った「哀怨の記 天中軒雲月」は戦前の最盛期、座付き作家であった川内康範の処女作とされた。
門下に現役の曲師伊丹秀敏（浪曲師「浜乃一舟」）がいる。

### 映画
413.420.424.425.428.430.431（451.458

### レコード
41)29.31.41.44.46.48.50.53.55.57.61.62.(65

## 3代目
天中軒 雲月（1928年 - 1987年12月22日）
2代目雲月（伊丹秀子）の次女。後に歌手に転じ永田とよこを終生名乗る。昭和26年、デビュー作は「涙の娘浪曲師」作詞石本美由起、作曲上原げんと、歌謡浪曲であった（ヒットせず）。元夫は歌手の青木光一。代表曲は「津軽の子守唄」等。引退し芸能関連会社役員を務めた。

## 4代目
- 4代目天中軒雲月 - 当該項目参照。

## 5代目
- 5代目天中軒雲月 - 当該項目参照。